# Curare en Amazonie
Le curare est un poison dont les Indiens de l'Amazonie (Brésil, Bolivie, Pérou, Guyane, Équateur, Panama, Colombie, Venezuela) imprègnent les pointes de leurs flèches pour la chasse, et qui entraîne la mort par asphyxie.
On a longtemps cherché la composition exacte du curare, qui peut comprendre de nombreux ingrédients. Plusieurs expéditions en Amazonie furent entreprises en ce but. Différents poisons portaient ce nom, mais on ne savait pas s'il s'agissait des mêmes plantes. Les premiers récits de voyageurs pourraient décrire des poisons mortels autres que le curare, (qui n'est pas utilisé pour la guerre, mais pour la chasse), comme celui provenant du mancenillier (Hippomane mancinella L.), dont le latex est très toxique et que les indiens mélangeaient à du venin de crapaud (Vellard). Ce mot peut aussi désigner des curares d'origine animale.

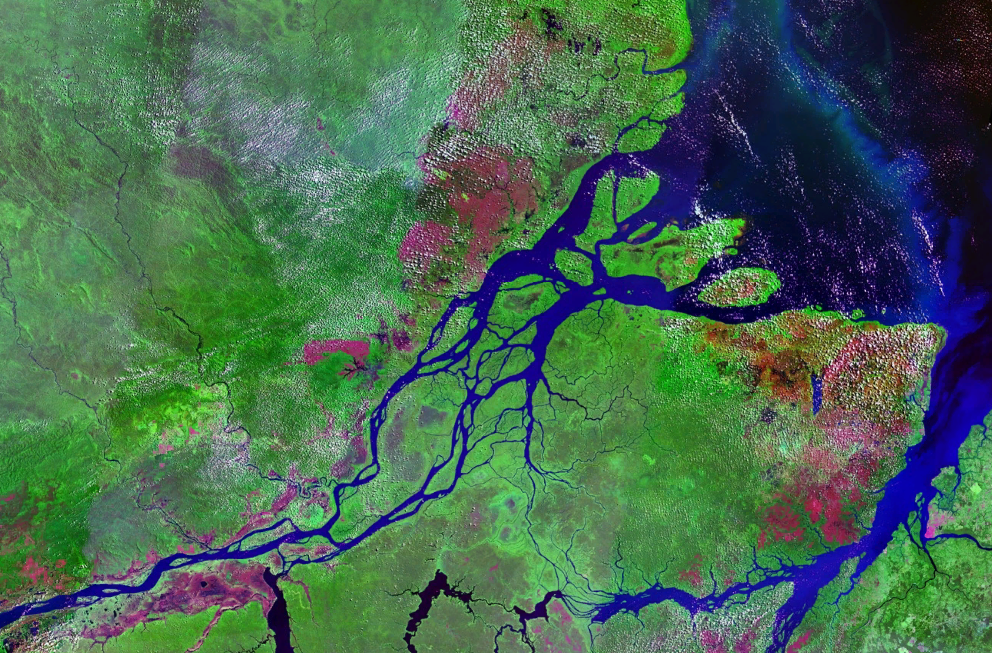
Image satellite

## Légende
Une légende d'une tribu indienne raconte que c'est en observant un aigle se faire les griffes sur l'écorce d'une liane avant de fondre sur sa proie qu'ils découvrirent le secret du curare, et que c'est ainsi que depuis ils en enduisent la pointe de leurs flèches,.

## Dénominations en Amazonie
Le mot « curare » viendrait du mot caraïbe k-urary, « là où il vient, on tombe »: Selon Martius, de « our » et « ar », venir et tomber en guarani. Autre étymologie proposée mais tout à fait incertaine, (Barbara Rodrigues), la contraction en tupi du mot « oiseau » (Uira) et du mot « liquide » (y) pour « liquide qui tue les oiseaux ».
Le curare (Urari) varie suivant les tribus amazoniennes : il est également connu comme Bejuco de Mavacure, Ampi, Kurari, Woorari, Woorara, Woorali, Wourali, Wouralia, Ourare, Ourari, Urare, Urari (ce qui signifie en galibi : « la mort qui tue tout bas ») et Uirary,  Wilalakayevi pour la liane Sciadotenia (ce qui signifie, « branches » et « rebrousser de chemin » ou « changer de direction » car ses branches changent de direction), Supai Hausca (corde du diable) pour la liane Strychnos et wayana Ulali,  Wilali pour la liane Strychnos, ce qui signifie « arbre »,.

## La découverte du curare en Amazonie
| Date        | Événement |
| ----------- | --- |
| 1516        | La première mention des flèches empoisonnées au curare se trouve dans un ouvrage géographique de Pietro Martire d'Anghiera, De Orbe Novo : les indigènes se servaient de flèches enduites du suc « d'une herbe vénéneuse aux effets mortels ». Il mentionnait la présence d'extraits végétaux et de venins animaux. |
| 1548        | Alonso Perez de Tolosa découvre un poison mortel utilisé pour les flèches par les indiens du sud du Lac Maracaibo en Colombie et son nom reste associé à la découverte du curare. |
|             | Les récits des conquistadors et de religieux, tel Las Casas, ont fait ensuite connaître ce poison. |
| 1581        | Pedro de Aguado, Historia de Santa Marta y del Nuevo Reino de Granada livre X, chapitre XXI, tome 2, page 181 |
| 1596        | Sir Walter Raleigh mentionne un poison de flèche en son livre Découverte du grand, riche, et bel empire de la Guyane et une légende veut qu'il ait rapporté en Europe des flèches empoisonnées. Mais il n'est pas certain que ce poison ait été du curare |
| vers 1596   | Au détour d’une expédition en Guyane Lawrence Keymis (en) mentionne dans un tableau, un poison appelé ourari et il est associé à la rivière Curitimi et aux indiens Parawaks et Parawianni viviant sur ses berges. |
| 1641        | Padre Cristóbal de Acuña |
| 1731        | Au XVIIIe siècle, le Père José Gumilla nomme le curare et décrit ses effets. Les sud-Amérindiens en enduisent les flèches qu'ils lancent avec une sarbacane pour chasser. C'est « le plus violent poison existant à la surface de la Terre : l’homme blessé ne fût-ce que d’une égratignure comme le ferait un épingle, voit son sang se coaguler et il meurt si vite qu’il peut à peine dire trois fois le nom de Jésus. »                                          |
| 1741        | Le nom de curare apparaît dans le livre L'Orénoque illustré (El Orinoco ilustrado) |
| 1743        | L'explorateur et voyageur Charles Marie de La Condamine en rapporte les premiers échantillons connus, en 1745 : il décrit et le poison et l'emploi de la sarbacane et de flèches empoisonnées par les indiens Yameos et Ticunas en juillet 1743 ; il en fait diverses expériences à son retour à Cayenne et à Leyde. |
| 1769        | Edward Nathaniel Bancroft en voyage en Guyane et décrit le poison sous le nom de Woorara |
| 1774        | Cornélius de Pauw décrit le curare dans ses Recherches philosophiques sur les Américains |
| 1777 - 1788 | José Antonio Pavon et Hipólito Ruiz López au Pérou identifient le Chondodendron tomentosum lors d'une expédition. |
| 1783        | Le botaniste Schreber le nomme Wurali suivant l'indication d'un habitant du Suriname. |
| 1799-1804   | Avec Alexander von Humboldt, Aimé Bonpland recherche la liane qui donne le curare, le fameux poison des Indiens du Rio Negro, dans toute l'Amazonie. Dans le Voyage aux régions équinoxiales du Nouveau Continent lequel a également décrit la préparation du curare, appelé Urari ou bejuco de mavacure préparé avec la liane Mavacure (Strychnos Rouhamon) et les fruits (juvias) du Bertholletia excelsa (ce qui pourrait être une erreur d'attribution).         |
| 1812        | Charles Waterton fait d'intéressantes découvertes sur le curare au cours d'un voyage en Guyane et en note la recette de la composition du Wourari dont un indien Macuchi lui donna la recette. |
| 1818        | L'explorateur et ethnologue John Pinkerton attribue l'invention du curare, « le poison le plus violent connu à ce jour », à la tribu des Gaberres (ou Cabres, Caveres de l'Orénoque). Alexandre de Humboldt confirme qu'avant leur extermination, les Cabres s'adonnaient beaucoup à la fabrication du curare. Cornelius de Pauw affirmait que les Indiens Caveres n'employaient qu'une seule liane.                                                                 |
| 1820        | Carl Friedrich Philipp von Martius voyageant dans le nord de l'Amazonie avec Johann Baptist von Spix, trouve les deux sources botaniques du curare, dont la plante qu'il appelle Cocculus amazonum, sans doute le chonodendron limaccii folium (Curarea candicans Abuta candicans, Chondrodendron candicans, Abuta limaciifoli), « urari-sipo ». Il nomme Urari le poison des Yugis des indiens du Rio Yupura au Brésil.                                             |
| 1838        | Le missionnaire Thomas Youd vois préparer le curare, et la décrit dans une lettre. Il lui donne son nom vernaculaire, ayant appris la langue des Macuxi. |
| 1841        | Robert Schomburgk : On the Urari |
| 1854        | Alcide d'Orbigny en fait la description dans son récit de voyage mais l'attribue par erreur au bertholletia, son récit est très proche de celui de Alexandre de Humboldt |
| 1883        | Le médecin de marine et explorateur Jules Crevaux, accompagné du breton Eugène Le Janne, fit plusieurs expéditions en Amazonie, il apprit à préparer le curare, grâce au tamouchy Apoïké et d'un sorcier piaroa, une recette : on lui donna la recette du curare contre une hache et cinq francs. Il identifia plusieurs espèces de Strychnos, comme le Strychnos Yapurensis celui qui porte son nom, S. Crevauxii. Il fait paraître Voyages dans l'Amérique du Sud. |
| 1941        | Richard Evans Schultes va chercher la source du curare en Amazonie |
|             | Alexandre Krukoff (Plusieurs expéditions en Guyane et Amazonie, spécialiste des Strychnos |
| 1930-1938   | Richard Gill (1930-1938, expédition en Équateur) |
| 1965        | Vellard, spécialiste du curare et des poisons de chasse de l'Amérique du Sud : Histoire du curare |
| 1958        | L'explorateur français Joseph Grelier (Société des explorateurs français) auteur de livres sur l'Orénoque, popularise, en 1958, le curare, en faisant paraître un article dans le Journal de Tintin : « La Vérité sur le Curare ». |

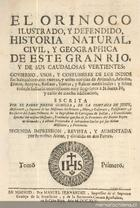
El Orinoco ilustrado y defendido du Père José Gumilla.
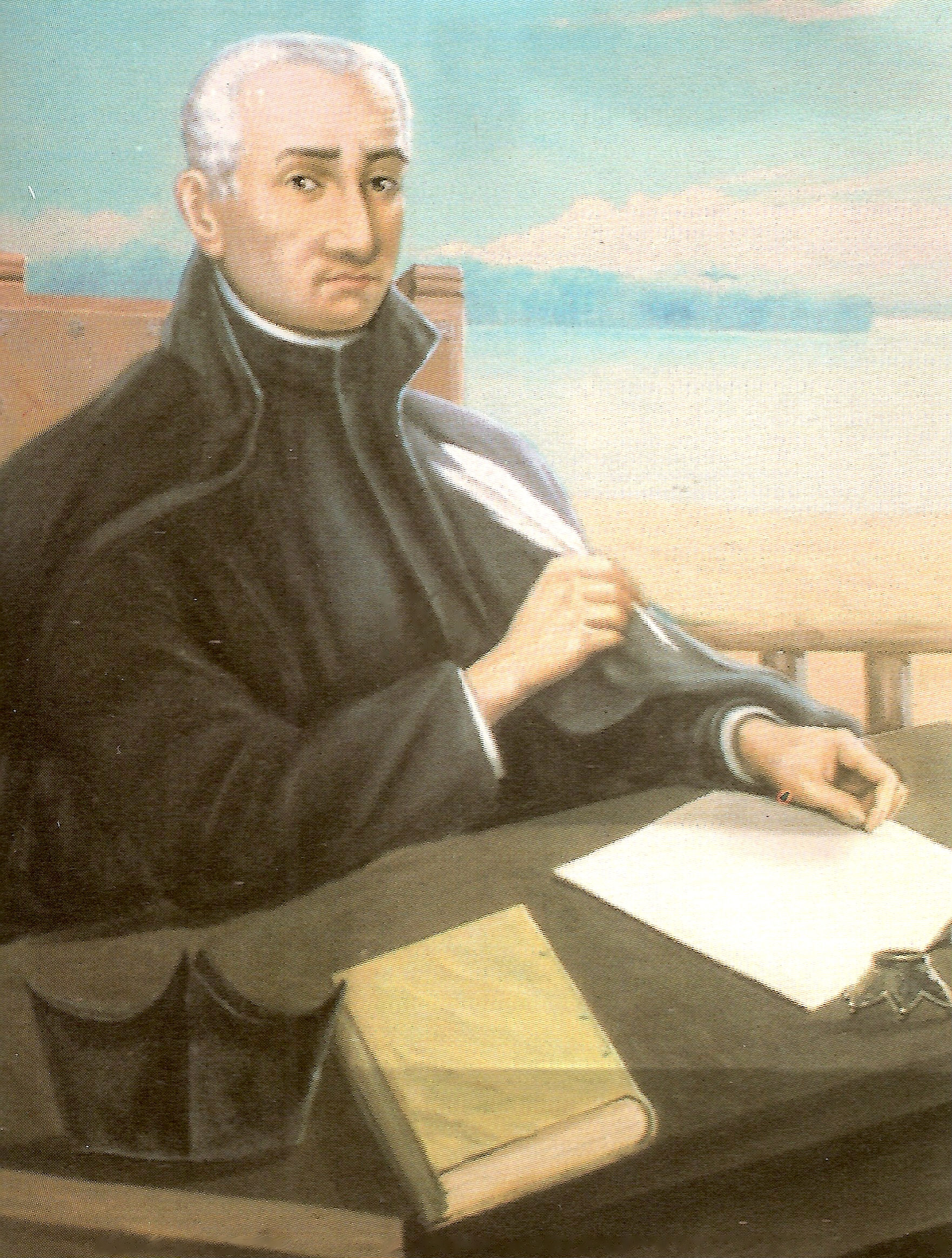
Padre José Gumilla.
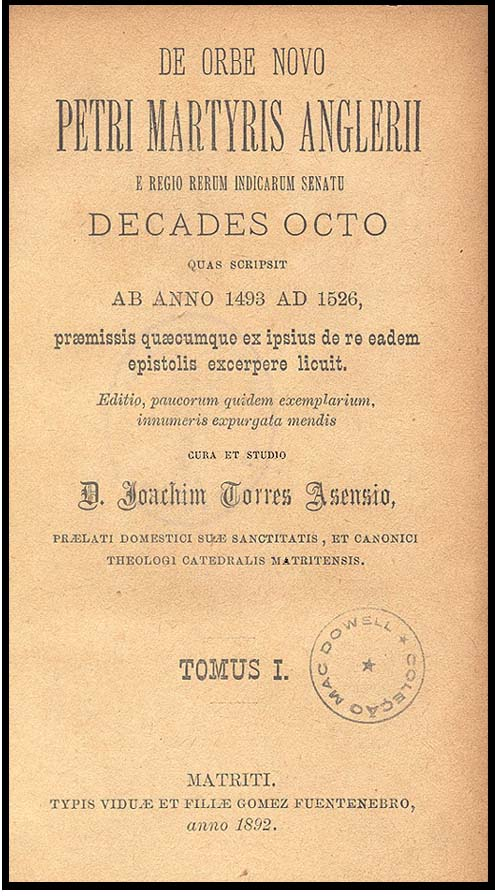
En 1516, le livre « De Orbe Novo » contient la première notice exacte sur la fabrication du curare.

## Composition
- Loganiaceae (liane Strychnos, espèces différentes suivant les régions : (Strychnos guianensis, Strychnos castaneaei, Strychnos crevauxii, Strychnos subcordata, Strychnos toxifera, Strychnos Jobertiana, Strychnos Yapurensis[27]), Sciadotenia toxifera (Krukoff and A. C. Smith)[28] (France)
- Menispermaceae  (Abuta, Chondodendron, Chondodendron tomentosum et Curarea  (Krukoff), Macriphylla et Platyphylla, Abuta imene, Abuta ruhescens) parfois employé seul, sans Strychnos.
- Anomospermum grandiflora[29]
- Autres extraits de plantes ex.Phytolaccas, Paullinia sorbilis, Paullinia cururu L. Aristoloches[30]. Aracées (Dieffenbachia), Pipéracées : Arapoucani, Aliméré, Pot peu (faux sahorendi)[31]. Clathrotropis glaucophylla Tabac, Piments (Capsicum brasilianum)[32]
- Plantes épaississantes (Latex d'Euphorbes et Euphorbia cotinifolia), tapioca.

| Nom indigène     | Partie utilisée | Quantité |
| ---------------- | --------------- | -------- |
| Woorara          | écorce          | 6 parts  |
| Warracouba coura | écorce          | 2 parts  |
| Couranabi        | racine          | 1 part   |
| Waketi           | écorce          | 1 part   |
| Hatchy Baly      | écorce          | 1 part   |

| Nom indigène | Partie utilisée    | Nom latin                                 |
| ------------ | ------------------ | ----------------------------------------- |
| Urari        | écorce             | Strychnos toxifera                        |
| Arimaru      | écorce             | Strychnos cogens                          |
| Muramu       | racine et mucilage | Cissus?                                   |
| Tarireng     |                    | non identifié                             |
| Tararemu     |                    | non identifié                             |
| Yakki        |                    | Strychnos Bredemeyeri (ou S. pedunculata) |
| Manuca       | racine amère       |                                           |

## Classification

### Classification géographique
Le curare, liquide noir brun, fut alors classé en quatre ou cinq variétés selon les origines territoriales par Gustave Planchon :

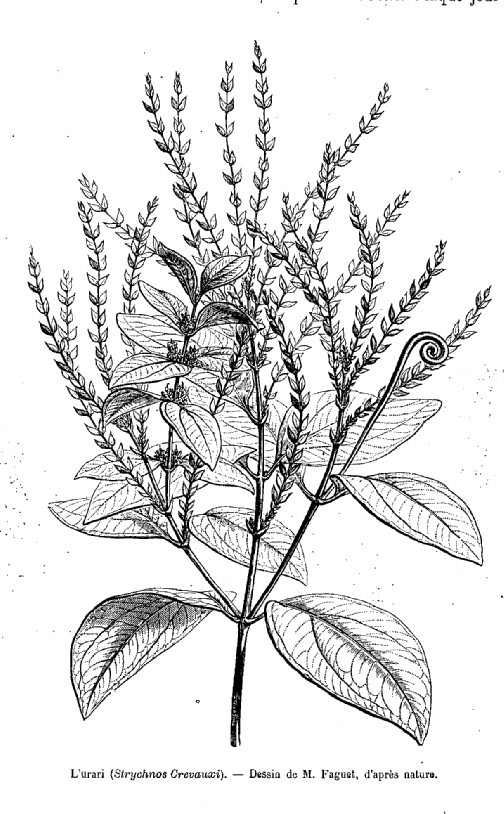
Le Strychnos Crevauxi : illustration de l'article
« Urari » du Dr Crevaux dans la revue Le Tour du Monde

- Curare du Haut-Amazone : à base de la liane Strychnos Castelnoeana, Cocculus toxicoferus et ensuite de plantes pulverisées du genre Piper comme le Dieffenbachia Seguine ou le Petiveria alliacea, le Yapurensis, le Guenyenneta, Niagua beremba et préparé par les indiens Yamcos, Orjones, Yagos, Ticunas, Pebas, Miranhas, Kueretou, etc.
- Curare de l'Orénoque : chez les indiens Piaroas' et Moquiretares : deux espèces de curare, le curare faible préparé avec le Stychnos Gubleri  et d'autres plantes comme le Cariri, Pitaton, Jare, Hueva et le curare fort.
- Curare de Guyane française : préparé par le tribus Trios et Roucouyennes près de la rivière Parou, à base de la plante Ourari ou Strychnos Crevauxii et de plantes accessoires Piperitées comme l'Aracoupani, Pot-Peu, Alimière.
- Curare de la Guyane anglaise : Indiens Macuxi, à base de Strycnhos toxifera et de la plante Arimaru, ensuite des plantes épaississantes : Volkarimo, Tararemu, Maramu, Tarireng[35].
- Curare de chondodendron :Bolivie, Panama, Colombie,Pérou, où pousse cette plante.

### Classification botanique
Le curare est produit par les Loganiaceae (Strychnos species) et Menispermaceae (Abuta, Chondodendron tomentosum (Ruiz&Pavon), et Curarea (Krukoff)
On a aussi autrefois groupé les différentes sortes de curare en trois séries :
- C. produit par le Vomiquier vénéneux (Strychnos).
- C. produit par le  Cocculus toxifère et par le Vomiquier de Castelnau (Strychnos).
- C. produit par le Vomiquier violent et par les deux Rouhamons de la Guyane ( Strychnos guianensis ), R. curare.

Le premier est préparé par les Macusis, les Arécunas et les Wapishanas ; le second par les Ticunas, les Pebas, les Yaguas et les Orégones, et le troisième par les Guinans et les Maiongkongs. De nombreuses autres tribus indiennes utilisent du poison pour le flèches empoisonnées tels les Jivaros, Makiritari et Aura, Kachúyana, Yanomamis, Nambikwaras, Cabixi, Pareci (Nord Amazonie), Chiquitos (Bolivie), Puelches etc. Dans le Haut-Amazone il est toujours préparé avec une liane Strychnos et une plante Menispermacée comme l'Abuta ou Cocculus Imena et dans le sud (Nambikwara) par une seule liane Strychnos aux petites feuilles, non identifiée.

### Classification par récipient
- On distingue depuis Rudolf Böhm (de) trois sortes de curare :
- Curares en calebasse (le plus puissant) (Curare de Strychnos) ;
- Curare en tubes de bambou (Curare de Chenodendron) ;
- Curares en pots (mélange des deux).

L'Ollita est la marmite à curare aapajlu en yucuna).

## Utilisation, fabrication et commerce indigène

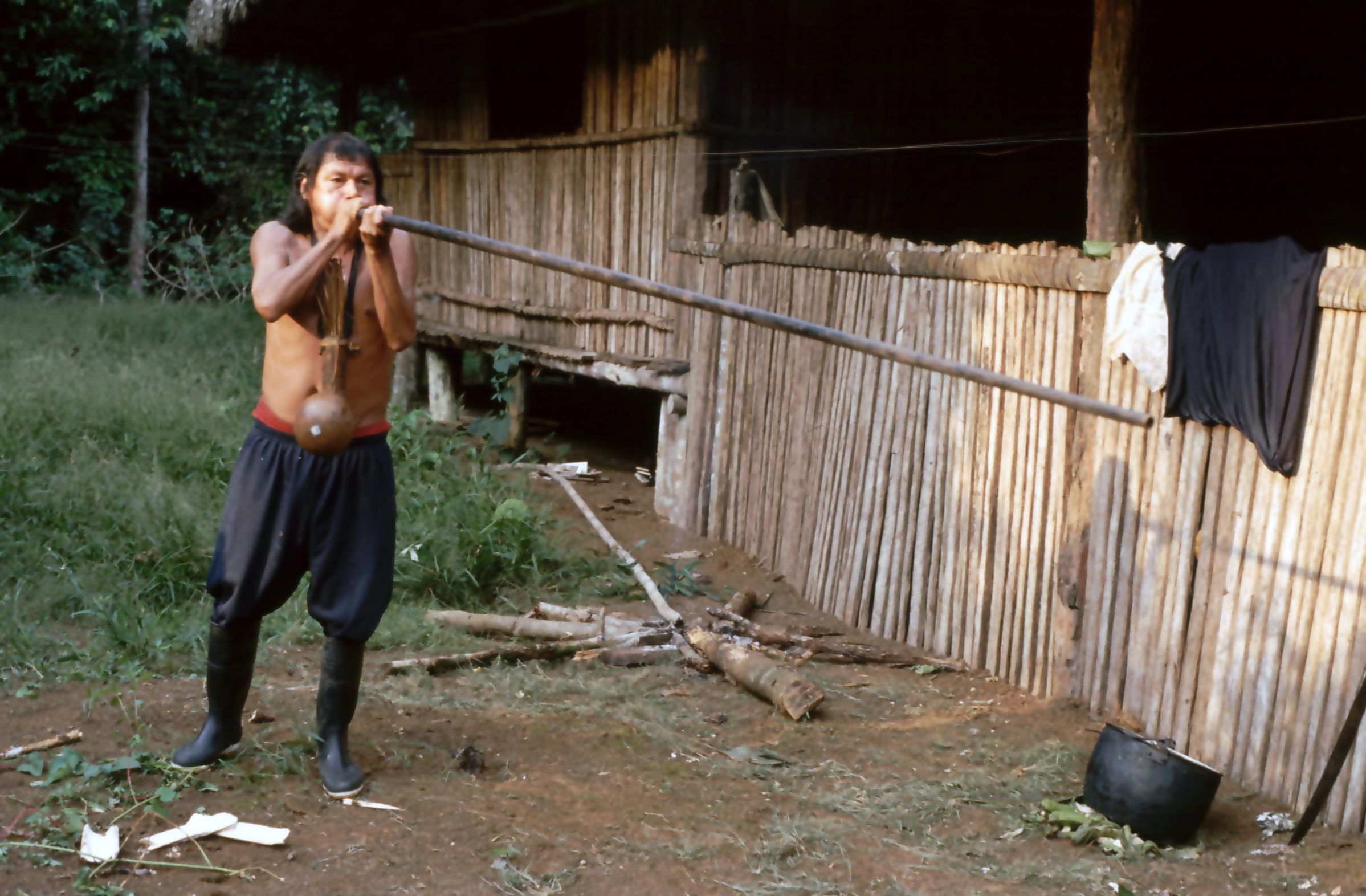
indien Achuar

### Préparation du curare
- Sa préparation était entourée de mystères, d'incantations et les recettes gardées secrètes par les sorciers. On disait que les vieilles femmes qui le préparaient mourraient ensuite des émanations toxiques émanant du curare. Chez les Nambikwara, le chef de la tribu est le seul à préparer le curare[37]. Il est ailleurs préparé par un ancien, le « maître du poison » (amo del curare).
- Sont utilisées dans la préparation du curare : Les feuilles (curare de feuilles par exemple du S. toxifera et S. lethalis des Ticunas[38]), ou bien l'écorce des tiges râpées (curare d'écorce ou Curare de Bejuco ) ou encore l'écorce des racines (curare de racine ou Curare de Raiz). En général, on fait infuser l'écorce coupée en petits morceaux ou broyée ; on concentre la liqueur afin que le curare devienne assez épais pour s'attacher aux flèches ; dans le même but, on y ajoute aussi un suc gluant et mucilagineux, fourni par une plante bulbeuse appelée Muramu ou par un arbre nommé Kiracaguero, suivant Humboldt. Quelques auteurs disent qu'on y introduisait également du venin de certains serpents, une tête de grenouille, des fourmis, des insectes (Les indiens Matis invoquent les mygales et les fourmis (paraponera clavata) dans la préparation du curare, sans toutefois les incorporer au poison[39]), des piments, des toxines de grenouilles[40]

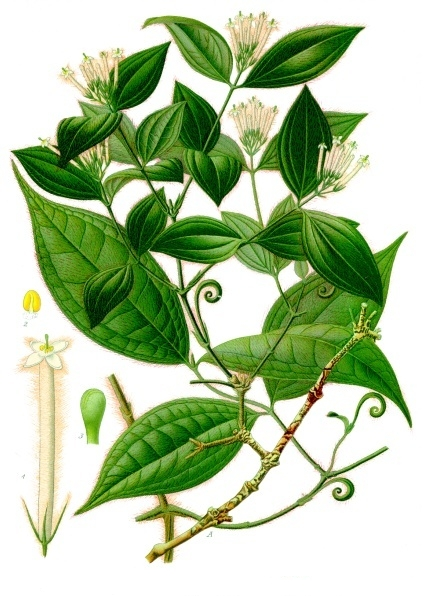
Koehler,1887,Strychnos Toxifera

- La préparation du curare fut décrite par Alexander von Humboldt : «  « Lorsque nous arrivâmes à l'Esmeralda, la plupart des Indiens revenaient d'une excursion qu'ils avaient faite à l'est, au-delà du Rio Padamo, pour recueillir les Juvias ou fruits du Bertholletia[41], et la Liane qui donne le curare. Ce retour était célébré par une fête qu'on appelle dans la mission la Festa de las Jouvias, et qui ressemble à nos fêtes des moissons et des vendanges.... On donne à la liane (Bejuco) dont on se sert à l'Esmeralda pour la préparation du poison, le même nom que dans les forêts de Javila. C'est le Bejuco de Mavacure, que l'on recueille abondamment à l'est de la mission, sur la rive gauche de l'Orénoque, au-delà du Rio-Amaguaca, dans les terrains montueux et granitiques de Guanaya et de Yumariquin. On emploie indifféremment le Mavacure frais ou desséché depuis plusieurs semaines. Le suc de la Liane récemment cueillie, n'est pas regardé comme vénéneux ; peut-être n'agit-il d'une manière sensible que lorsqu'il est fortement concentré. C'est l'écorce et une partie de l'aubier qui renferment ce terrible poison. On râcle avec un couteau des branches de Mavacure de quatre à cinq lignes de diamètre; l'écorce enlevée est écrasée et réduite en filaments très minces sur une pierre à broyer de la farine de manioc. Le suc vénéneux étant jaune, toute cette masse filandreuse prend la même couleur. On la jette dans un entonnoir de neuf pouces de haut et de quatre pouces d'ouverture. Cet entonnoir est, de tous les ustensiles du laboratoire indien, celui que le « maître du poison » (c'est le titre que l'on donne au vieux Indien qui est chargé de la préparation du curare), amo del Curare, roulée en cornet sur elle-même, et placée dans un autre cornet plus fort de feuilles de palmier. Tout cet appareil était soutenu par un échafaudage léger de pétioles et de rachis de palmier. On commence à faire une infusion à froid en versant de l'eau sur la matière filandreuse, qui est l'écorce broyée du Mavacure. Une eau jaunâtre filtre pendant plusieurs heures, goutte par goutte, à travers le Yembudo ou entonnoir de feuillage. Cette eau filtrée est la liqueur vénéneuse, mais elle n'acquiert de la force que lorsqu'elle est concentrée, par évaporation, à la manière des mélasses, dans un grand vase d'argile. L'Indien nous engageait de temps en temps à goûter le liquide. On juge d'après le goût plus ou moins amer si la concentration par le feu a été poussée assez loin. Il n'y a aucun danger à cette opération, le curare n'étant délétère que lorsqu'il entre immédiatement en contact avec le sang. Aussi les vapeurs qui se dégagent de la chaudière ne sont-elles pas nuisibles, quoi qu'en aient dit les missionnaires de l'Orénoque. Le suc le plus concentré du Mavacure n'est pas assez épais pour s'attacher aux flèches. Ce n'est donc que pour donner du corps au poison que l'on verse, dans l'infusion concentrée, un autre suc végétal extrêmement gluant et tiré d'un arbre à larges feuilles, appelé Kiracaguero. Comme cet arbre croit à un très grand éloignement de l'Esmeralda, et qu'à cette époque il était tout aussi dépourvu de fleurs et de fruits que le Bejuco de Mavacure, je ne suis pas en état de le déterminer botaniquement.... Au moment où le suc gluant de l'arbre Kiracaguero est versé dans la liqueur vénéneuse bien concentrée, et tenue en ébullition, celle-ci se noircit et se coagule en une masse de la consistance du goudron ou d'un sirop épais. C'est cette masse qui est le curare du commerce   »— Humboldt et A. Bonpland, Voyage aux régions équinoxiales du nouveau continent, 1799 p. 547-566

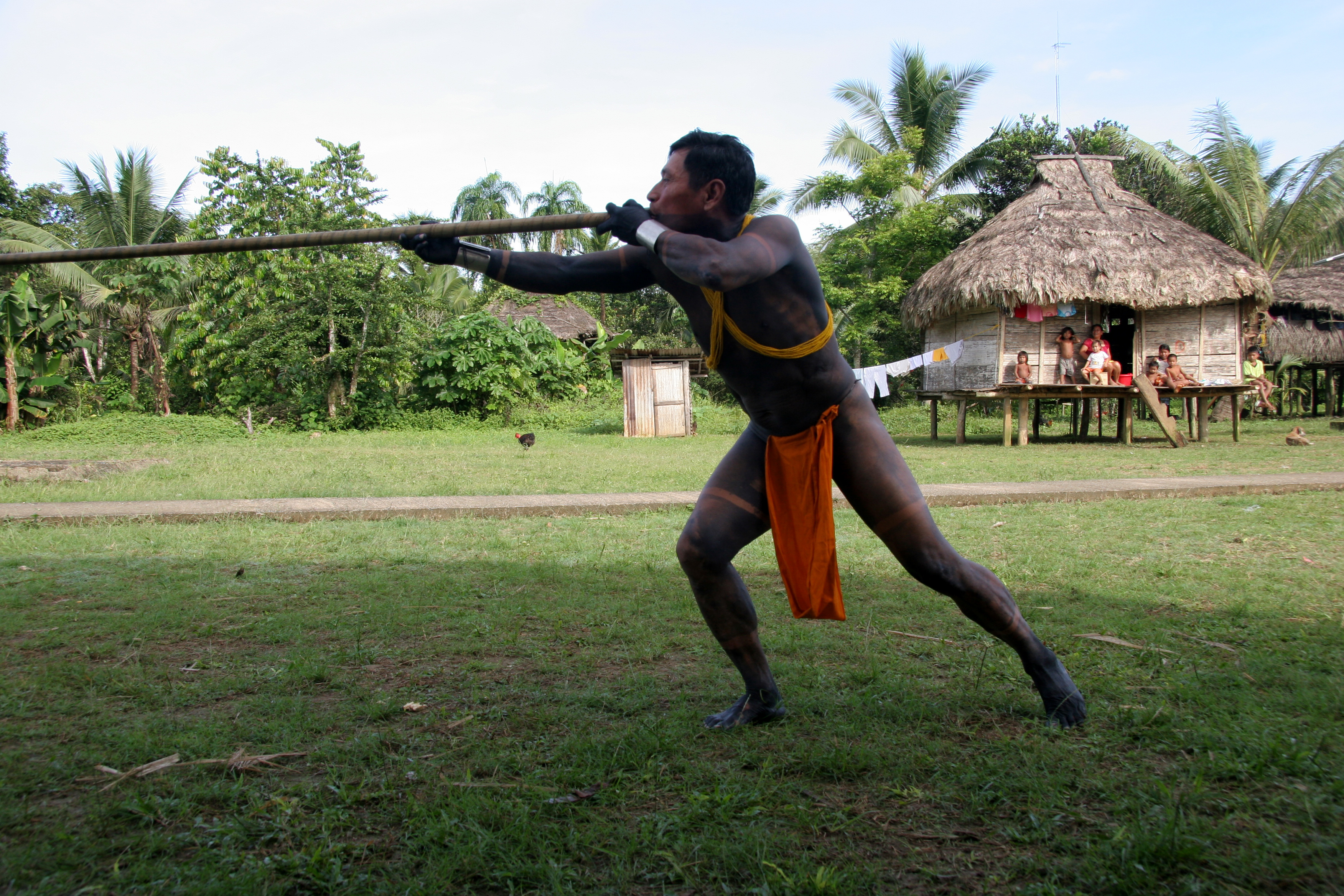
« Elles n'emploient pour la chasse que la sarbacane avec ses fléchettes enduites de curare, arme qui ne peut exister sans ce poison » (A Vellard)

### Usage
Les indiens s'en servent pour en enduire les pointes de flèches, notamment de sarbacanes, arme qui ne fonctionne que grâce à ce poison : Le gibier est empoisonné, atteint de paralysie musculaire et meurt par asphyxie peu après avoir été touché sans effrayer les autres proies éventuelles d'où son nom indien : « La mort qui tue tout bas ». La consommation de la viande est ensuite possible car le curare ne provoque pas d'empoisonnement par ingestion. Les tribus d'Amazonie, et les Jivaros, n'emploient pas le curare contre l'être humain. Les indiens l'utilisaient aussi comme stomachique (Humboldt).

### Commerce
Le curare était vendu dans le commerce : « On vend le curare dans des fruits de Crescentia ; mais comme sa préparation est entre les mains d'un petit nombre de familles, et que la quantité de poison, qui est attachée à chaque flèche, est infiniment petite, le curare de première qualité, celui de l'Esmeralda et de Mandavaca, se vend à un prix extrêmement élevé » (Humboldt).
Il circulait aussi sous la forme d'un œuf et était utilisé comme monnaie d'échange chez les indiens piaroas, spécialistes du curare fuerte dont ils détiennent le monopole, et qu'ils échangent contre des sarbacanes, des arcs et des flèches, des poteries aux indiens Guaharibo On l'échange aussi avec le tabac et le sel Les missionnaires en firent un moyen de paiement des travailleurs indiens.

## Liste des tribus indiennes utilisant le curare
1. Vérifier les noms des tribus (l'orthographe ou le nom a changé) Yamcos, Orjones, Yagos, Pebas, Miranhas, Kueretou, etc. les indigènes Quichua-Lamista du Moquiretares.

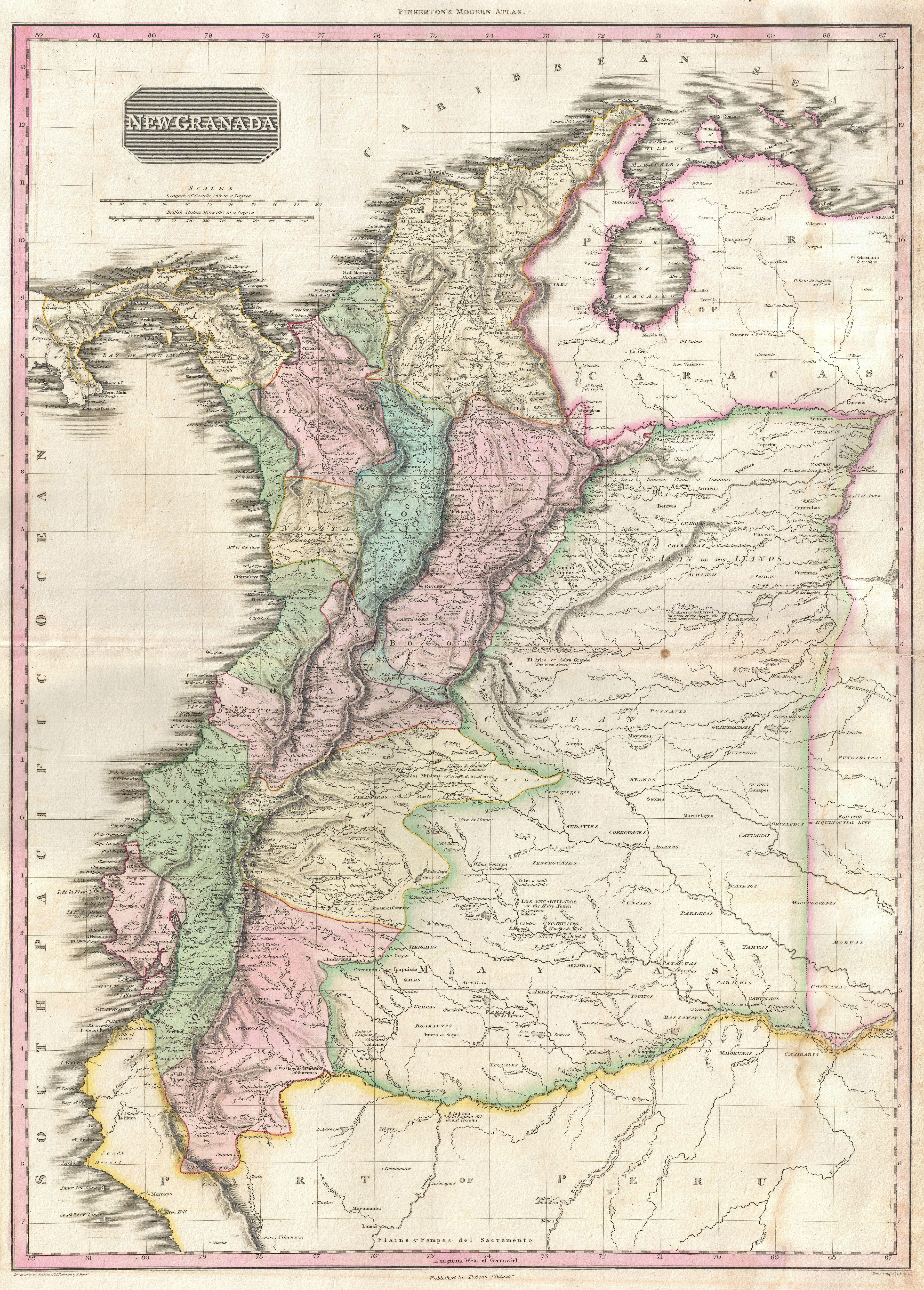
Sur cette carte de John Pinkerton (1818) est indiquée la tribu des Cabres ou Gaberres, désignés comme inventeurs du Curare

2. Liste non exhaustive
- Achagua (Maipurean Arawakan)
- Andaquies
- Arécunas
- Aura
- Baniva
- Chiquitos
- Cabixi (Rondônia, Brésil)
- Cabres (Gaberres)
- Canichanas[49]
- Guajibos[50]*
- Guaros (Venezuela)
- Guinan
- Jabahani
- Jivaros
- Jupichiya
- Juri
- Huaoranis[51]
- Kachúyana
- Kamejeya
- Kayapos
- Lamas
- Macuxi
- Mainatari
- Makiritari
- Maiongkongs
- Matis[52]
- Mayoruma
- Nambikwara
- Nukak
- Orégones
- Pareci
- Pebas
- Piaroas
- Puelches
- Salivas
- Sambos
- Ticunas
- Wapishanas
- Waorani
- Yanomami
- Yaguas
- Yucuna
- Waorani

## Fiction
- Hergé fait allusion aux fléchettes enduite de curare dans L'Oreille cassée. Joseph Grelier fait paraître dans le Journal de Tintin, parmi plusieurs articles sur l'Amazonie, dont[53]  La Vérité sur le curare.
- Dans Batman, la relève, Curare est une tueuse à gage, membre de la Société des Assassins, armée d'un sabre aiguisé au laser, et qui a pour mission d'assassiner le procureur de Gotham City. Après que Terry McGinnis ait fait échouer sa tentative, elle devient une cible de la Société elle-même.
- Dans la série Arrow, le curare est utilisé par un des personnages pour tuer ses victimes (Season 1 épisode "Lone Gunmen", "Dead to Rights").